# Lysinibacillus odysseyi
Espèce
Lysinibacillus odysseyi (syn. Bacillus odysseyi) est une bactérie gram positive extrêmophile au mode de vie aérobie, en forme de bâtonnet et appartenant initialement au genre des Bacilles. Elle est capable de former des endospores de forme ronde.

## Découverte
Cette souche est découverte en 2004 par Myron La Duc, membre de la section de Biotechnologies et de Protection planétaire de la NASA, section ayant pour responsabilité de stériliser les vaisseaux spatiaux afin d'éviter la contamination de corps célestes par des micro-organismes. Elle est découverte sur Mars Odyssey, dans une salle blanche au Jet Propulsion Laboratory de La Cañada Flintridge avant le lancement de la navette. Elle est ainsi nommée par La Duc en raison de la mission spatiale Odyssey.
Bacillus odysseyi a été renommé en Lysinibacillus odysseyi .

## Biologie
Extrêmophile, elle peut ainsi se développer dans l'environnement stérile d'une salle blanche et produit des spores résistants aux radiations, mais également à la dessiccation (100 % de survie) et au peroxyde d'hydrogène. Ces spores ont une taille de 2µm environ, en forme de bâtonnets.
Lysinibacillus odysseyi partage des similarités génomiques avec d'autres souches, comme Bacillus fusiformis et Bacillus silvestris.

## Taxonomie
Le nom correct complet (avec auteur) de ce taxon est Lysinibacillus odysseyi (La Duc et al. 2004) Jung et al. 2012.
Lysinibacillus odysseyi a pour synonyme :
- Bacillus odysseyi La Duc et al. 2004

## Étymologie
L'étymologie de cette espèce est la suivante : o.dys.se’yi. L. fem. n. Odyssea, l'Odyssée; N.L. gen. masc. n. odysseyi, appartenant à l'expédition Mars Odyssey, à partir de laquelle la bactérie a été isolée.